# Delftsche Poort (stadspoort)

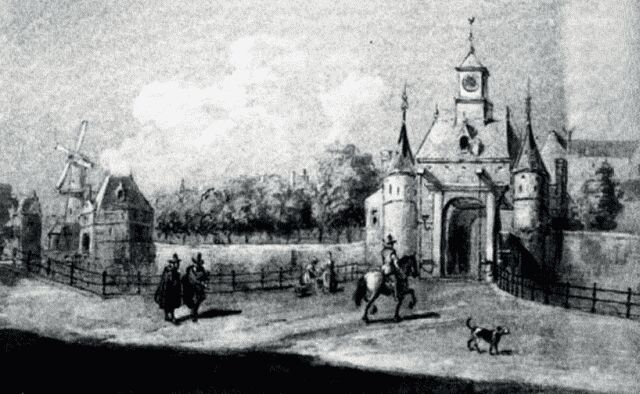
De tweede Delftsche Poort in 1670, met op de achtergrond De Hofpoort

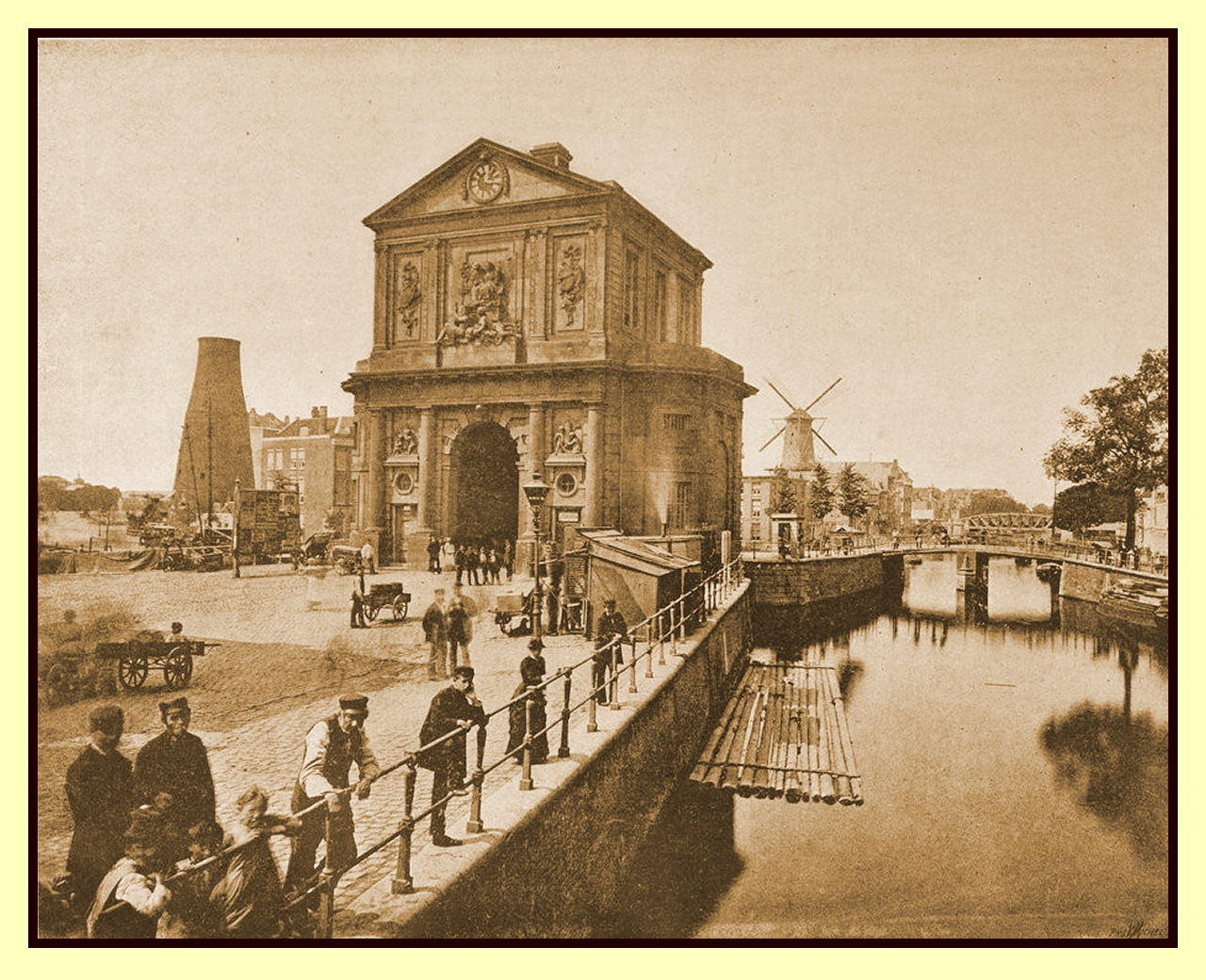
Rotterdam Delftse Poort 1890

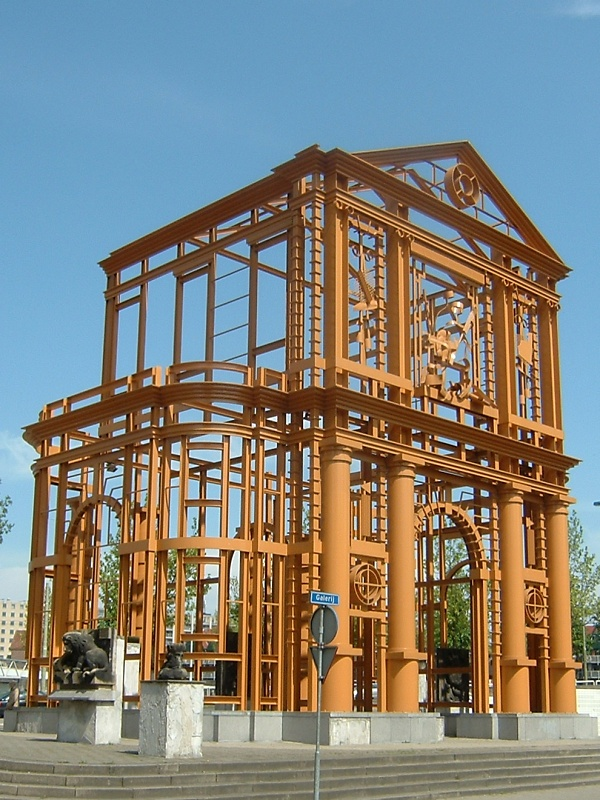
Reconstructie van de Delftsche Poort, in 1995 gerealiseerd door Cor Kraat.

De Delftsche Poort in Rotterdam was een stadspoort waarvan de laatste in 1764 werd gebouwd naar een ontwerp van architect Pieter de Swart. De stenen ornamenten aan de poort werden vervaardigd door Jacob Mattheus Cressant en Johannes Keerbergen. Het was reeds de derde poort op die plaats: de voorgaande twee waren wegens bouwvalligheid gesloopt. De eerste poort werd in de Middeleeuwen gebouwd en kreeg de naam de Noorderpoort en had een voorpoort. De tweede St. Joris- of Delftsche Poort werd in 1545 gebouwd.
In de jaren 30 van de 20e eeuw stond de poort in de weg: Rotterdam wilde een betere doorstroming van het toenemende verkeer. Men besloot de poort zo'n honderd meter te verplaatsen (afbreken stuitte op te veel weerstand). In 1939 begon men met de verplaatsing van het geheel. De onderbouw was in 1940 gereed, tijdens het bombardement werden zowel dit gedeelte als de opgeslagen beeldhouwwerken beschadigd. Een jaar later werd besloten dat "naar het inzicht van de meerderheid van de geraadpleegde deskundigen de poort niet meer afgebouwd kon worden en moest zij geheel verdwijnen". Enkele sierwerken werden gered. De leeuw die het stadswapen van Rotterdam flankeerde aan de noordzijde van de Delftse Poort, is jarenlang zoek geweest en werd waarschijnlijk vervaardigd door Johannes Keerbergen, vanwege grote gelijkenis met de leeuwen die hij later voor de Hofpoort vervaardigde. Deze leeuw werd in Blaricum teruggevonden door leden van de Nieuwskelder. Op 9 september 1976 is dit exemplaar teruggegeven aan de Rotterdamse gemeenschap, waarna het zich jaren lang in de gevel van pand nr. 65 A aan de Coolsingel te Rotterdam heeft bevonden.
Vijftig jaar later werd er op nagenoeg de oorspronkelijke plaats van de Delftsche poort aan het Pompenburg een reconstructie in staal opgericht, ontworpen door de kunstenaar Cor Kraat. Rond de poort zijn enkele restanten opgesteld van de gebeeldhouwde ornamenten die de oorspronkelijke poort sierden, waaronder ook de leeuw.

## Stadspoorten van Rotterdam
De middeleeuwse stad telde tien poorten.
- Delftsche Poort
- De Hofpoort
- Goudsche Poort
- Oostpoort
- Ooster Oude Hoofdpoort
- Wester Oude Hoofdpoort
- Ooster Nieuwe Hoofdpoort
- Wester Nieuwe Hoofdpoort
- Schiedamsche Poort
- Binnenwegsche Poort

## Trivia
- Gerrit Obreen geeft een uitgebreide en gedetailleerde beschrijving van de Delftsche Poort zoals die vanaf 1764 werd gebouwd: "het soubassement is van arduinsteen" en: "op de hoofdlijst aan de Haagsche Veer-zijde heeft men in alto relievo eene kolossale groep van vier beelden, voorstellende de stedemaagd, zittende met eenen bijlbundel in de linkerhand, regts achter haar Mercurius, terwijl aan den voet van den zetel de Rotte- of Schienimf over eene urn heen liggende, hare wateren naar den naast haar gezeten Maasgod schijnt toe te voeren." In de klassieke traditie is Mercurius de God van de handel.
- In de poort was een bovenlokaal, waar de stadstimmerbaas jarenlang onderricht heeft gegeven aan jongelingen in het bouwkundig tekenen. Hier stonden ook vele gipsen modellen van bouwkundige ornamenten en dergelijke. Pas toen de Academie van Beeldende Kunsten en Technische Wetenschappen werd gebouwd op de Coolsingel, kwam aan dit gebruik een einde. Toen nam de Schutterij de zaal over als magazijn.
- Napoleon I is in 1811 de stad binnengekomen via de Delftsche Poort en ontving toen van het Stadsbestuur drie koperen Stadssleutels.
- In de bovenbouw van de Delftsche Poort huisde ook enige jaren het tekengenootschap 'Hierdoor tot Hooger'.
- Het gebied rond het Hofplein en de Delftsche Poort was voor de oorlog hét uitgaanscentrum van Rotterdam.